# Kroktjärnen (Junsele socken, Ångermanland, 708038-156378)
Kroktjärnen är en sjö i Sollefteå kommun i Ångermanland och ingår i Ångermanälvens huvudavrinningsområde. Sjön har en area på 0,0743 kvadratkilometer och ligger 268,2 meter över havet.

## Delavrinningsområde
Kroktjärnen ingår i det delavrinningsområde (708309-156083) som SMHI kallar för Mynnar i Ångermanälven. Medelhöjden är 333 meter över havet och ytan är 25,56 kvadratkilometer. Det finns inga avrinningsområden uppströms utan avrinningsområdet är högsta punkten. Hömyrbäcken som avvattnar avrinningsområdet har biflödesordning 2, vilket innebär att vattnet flödar genom totalt 2 vattendrag innan det når havet efter 142 kilometer. Avrinningsområdet består mestadels av skog (62 procent) och sankmarker (35 procent). Avrinningsområdet har 0,18 kvadratkilometer vattenytor vilket ger det en sjöprocent på 0,7 procent.